# Wenn alle Katzen von der Welt verschwänden
Wenn alle Katzen von der Welt verschwänden (Originaltitel: japanisch 世界から猫が消えたなら (Sekai kara neko ga kieta nara)) ist der erste Roman des japanischen Filmschaffenden und Autors Genki Kawamura. Das Buch erschien 2012 beim Magazine House Verlag. Es wurde 2018 von Ursula Gräfe ins Deutsche übersetzt und beim C. Bertelsmann Verlag veröffentlicht. 2016 wurde der Roman unter der Regie von Akira Nagai verfilmt.

## Aufbau
Nachdem auf der ersten Buchseite in einer Art Einleitung Fragen aufgeworfen wurden, die in den Roman thematisch einführen, charakterisiert der Ich-Erzähler anschließend die folgende Geschichte als „mein[en] Abschiedsbrief, mein Vermächtnis“. Darauf folgen sieben nach den Wochentagen benannte, unterschiedlich lange Kapitel, beginnend mit Montag – Der Teufel kommt, endend mit Sonntag – Abschied von der Welt. Jedes Kapitel trägt einen Untertitel, der auf seinen Inhalt hinweist.

## Handlung
Ein dreißigjähriger Postbote erfährt, dass er einen unheilbaren Gehirntumor hat und nur noch sehr kurz leben wird. Während er diese schockierende Nachricht noch verarbeiten muss, trifft er bei sich zu Hause seinen Doppelgänger an. Sein Zwilling, bekleidet mit einem farbenfrohen Hemd und so ganz anders als er selbst, eröffnet ihm, dass er der Teufel sei. Motiviert durch Aloha, wie der Ich-Erzähler den Teufel nennt, schreibt der Schwerkranke eine Liste mit allem, was er noch vor seinem Tod machen möchte. Sein Lebensgefährte, der Kater Weißkohl, schaut ihm dabei zu. Tatsächlich erfüllt er sich seinen ersten Wunsch der Liste, mit dem Fallschirm abzuspringen, aber diese Erfahrung begeistert ihn nicht.
Aloha bietet ihm nun einen Pakt an: Sein Leben jeweils um einen Tag zu verlängern, wenn dafür jeden Tag etwas aus der Welt verschwindet, nach dem Prinzip „Geben und nehmen. Um etwas zu bekommen, muss man auf etwas anderes verzichten.“ Ohne dieses Abkommen würde der Schwerkranke, so der Teufel, am nächsten Tag sterben. Der junge Mann überlegt sich daraufhin verschiedene Dinge, auf die er verzichten könnte, aber Aloha akzeptiert keine kleinen Veränderungen, sondern besteht auf Herausforderungen: Das Telefon soll als Erstes verschwinden. Dem Kranken wird vorher noch ein letztes Telefonat erlaubt. Das Gespräch führt er mit seiner ersten Liebe. Er vertraut sich ihr bei einem anschließenden Treffen in ihrem Lieblingskino an, woraufhin sie versucht, weiterhin ehrlich zu ihm zu sein, obgleich sie von seinem baldigen Tod erfährt.
Am nächsten Tag verlangt Aloha, dass Filme abgeschafft werden. Für den Postboten ist dies eine folgenschwere Entscheidung, denn Filme sind sein Hobby und gehören zu einer ihm wichtigen Freundschaft. Bevor Aloha seine Forderung umsetzt, darf der Kranke noch einen einzigen Film sehen. Die Entscheidung darüber, welchen er wählen sollte, fällt ihm schwer. Den Film sieht er mit seiner ehemaligen Freundin. Dabei denkt er auch an seine Mutter. Sie war vor einigen Jahren an einem Hirntumor gestorben und teilte seine Zuneigung zu Katzen.
Das, was als Nächstes von der Welt verschwinden muss, um sein Leben zu verlängern, sind die Uhren. Das lässt den Postboten an seinen ihm fremd gewordenen Vater denken, einen Uhrmacher. Auf Uhren zu verzichten, bedeutet für den Kranken auch einen Verlust des Zeitgefühls. Den gewonnenen Tag verbringt er mit seinem Kater, der erstaunlicherweise zu sprechen beginnt und sich einen Spaziergang wünscht. Angestoßen durch seine Gedanken über die Zeit, erinnert sich der Ich-Erzähler an seine Mutter, ihren Tod vor vier Jahren und seine schlechte Beziehung zu seinem Vater sowie ihre Bemühungen, die beiden wieder einander näher zu bringen.
Einen Tag später verlangt der Teufel, auch die Katzen von der Welt verschwinden zu lassen. Diese Forderung stürzt den Ich-Erzähler in ernsthafte Zweifel, da er seinen kleinen Lebensgefährten über alles liebt, aber immer noch Lebenswillen hat. Als er das Tier nicht finden kann, überkommt ihn Panik und er sucht verzweifelt. Den Kater Weißkohl findet er schließlich bei seiner ehemaligen Freundin. Sie entscheidet sich angesichts seiner Verzweiflung, ihm nun den letzten Brief seiner Mutter zu geben, den sie vier Jahre lang aufbewahrt hat. Nicht zuletzt durch die Worte der Mutter motiviert, beschließt der Ich-Erzähler, sich dem Angebot des Teufels zu widersetzen und lieber auf ein längeres Leben zu verzichten, statt die Katzen zu opfern. Deshalb regelt er seine Angelegenheiten und schreibt auch noch einen Brief an seinen Vater. Nachdem er den Brief eingeworfen hat, fährt er mit seinem Kater Weißkohl im Fahrradkorb zu ihm.

## Hintergrund

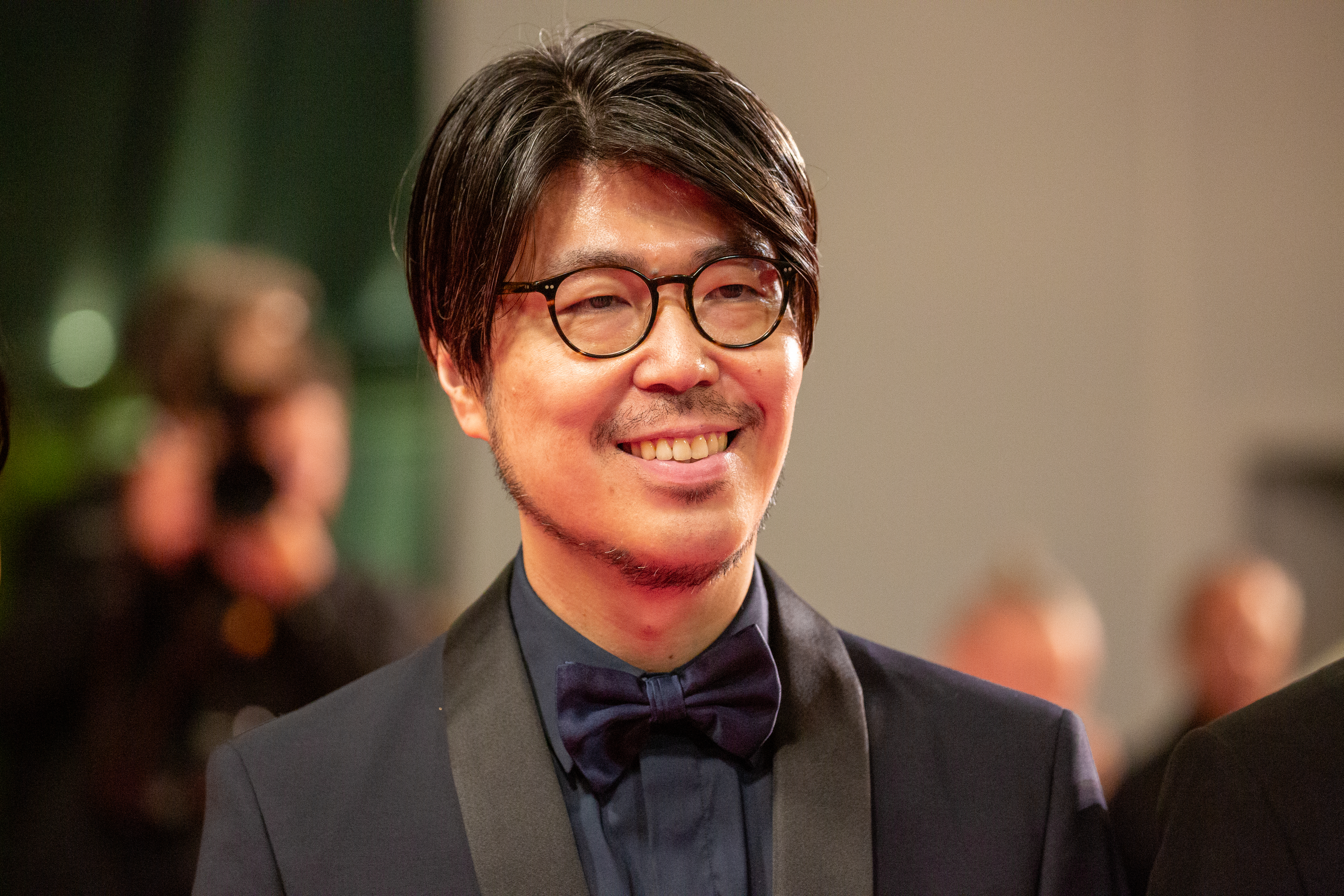
Genki Kawamura (2025)

Genki Kawamura sagte in einem Interview, dass die Geschichte über das Verschwinden der Katzen eher für ein Buch als für einen Film geeignet sei. Er habe schreiben wollen, was sich in einem Film nur schwer darstellen lasse. Nach dem Grund gefragt, warum er mit diesem Roman so erfolgreich sei, antwortete Kawamura, er habe sich in seinem Buch auf nachvollziehbare Gefühle konzentriert und so seine Leser aufgefordert, innezuhalten und sie zu erkennen. Zum Schreiben inspiriert hätten ihn drei Dinge: der Verlust seines Handys und damit vieler seiner Kontakte und privaten Fotos und die dadurch gefühlte andere Welt, die er ohne Handy wahrnehmen konnte. Als Zweites war der Tod seines Onkels an einem Gehirntumor eine Motivation, den Roman zu schreiben. Dazu gehöre für ihn die Erkenntnis, dass sich die Welt immer verändert, wenn jemand sie verlässt. Drittens wirkte sein gesteigertes Bewusstsein der Mortalität durch Ereignisse wie Kriege, den Terroranschlag von 9/11 oder die Dreifachkatastrophe von Fukushima dahingehend, das Buch zu schreiben.

## Rezension
In Japan wurde das Buch ein Bestseller und kam beim Großen Preis der Buchhändler (本屋大賞, Hon’ya Taishō) im Jahr 2013 auf Platz 8.
Lisette Gebhardt ordnete den Roman auf Literaturkritik.de in die Gruppe der „Post-Desaster-Literatur“ (japanisch 震災後文学 Shinsaigo Bungaku) ein, die nach der Dreifachkatastrophe von Fukushima in Japan entstand.
Auf Deutschlandfunk Nova wurde das Buch von Lydia Herms unter dem Titel Das perfekte Buch … wenn du ein bisschen Hoffnung brauchst vorgestellt. Mit den Worten „Sinnsuche auf Japanisch – was im Leben wirklich zählt“ wird der Roman von buecher.de zusammengefasst, weiter urteilt man dort: „Genki Kawamura stellt in seinem Roman, von dem in Japan über eine Millionen Exemplare verkauft worden sind, die einfache Frage: Was macht ein gutes und erfülltes Leben aus?“.
Kritische Worte zu dem Buch wurden auf japanliteratur.net von Friederike Krempin geäußert: „… die Handlung [ist] nicht wirklich beeindruckend. Gespräche mit alten Bekannten, Reflexionen über den Sinn des Lebens und zuletzt eine Aussöhnung beinhaltet der Roman, wobei der Eindruck entsteht, dass alle Themen immer nur sehr kurz und knapp angerissen werden, ohne in die Tiefe zu gehen.“ Während buecher-magazin.de den Roman lobt: „Genki Kawamura taucht tief in die Gedankenwelt des Protagonisten ein. Melancholisch, lustig, nachdenklich, traurig, poetisch: All das trifft auf dieses wunderbare Buch zu und ist dabei auch noch so viel mehr. Es ist eine Hommage an das Leben an sich, das wir jeden Tag feiern sollten, denn es ist viel zu kurz!“

## Ausgaben
- 世界から猫が消えたなら (Sekai kara neko ga kieta nara). Magazine House, Tokio 2012, ISBN 978-4-838-72502-1.
- Wenn alle Katzen von der Welt verschwänden. Roman. Aus dem Japanischen von Ursula Gräfe. Bertelsmann, München 2018, ISBN 978-3-570-10335-7.